# Мезозої
Мезозої — збірна назва для двох типів багатоклітинних тварин, ортонектид (Orthonectida) і диціємід (Dicyemida s. Rhombozoa), які, за сучасними уявленнями, мають незалежне походження і не становлять єдиного таксона. Раніше мезозої вважали примітивними багатоклітинними, які ще не набули нервової, м'язової і травної систем, і надавали їм ранг типу (тип Mesozoa). За сучасними даними, обидва цих типи є вдруге спрощеними двусторонньосиметричними тваринами (відносяться до Bilateria).